# Lorena Fontana
Lorena Fontana (Formigine, 1º aprile 1961) è una cantante e musicista italiana di estrazione jazz.
Inizia il suo percorso artistico nel 1984 e nel tempo si è cimentata in diversi generi musicali tra cui il blues, il tango, la musica celtica, il jazz mainstream, il bebop, il latin jazz, la musica new age, la musica improvvisata, oltre alla musica classica cameristica e contemporanea.

## Biografia
A 15 anni inizia lo studio della chitarra, per poi dedicarsi esclusivamente allo studio della voce umana e successivamente al pianoforte e alla composizione. Gli esordi risalgono al 1984 nei jazz club di Bologna.
Nel 1988 collabora come voce solista nel gruppo di musica mediterranea L'Anello di Re Salomone con i chitarristi Delfio Plantemoli e Guido Sodo. L'anno successivo è la cantante del gruppo fusion del saxofonista inglese Geoff Warren a cui fa seguito l'esperienza con il gruppo di musica minimale Der Bach del compositore Marco Lucchi in cui Lorena ha ruolo di interprete e di improvvisatrice.
Nel 1990 è corista nell'album di esordio del chitarrista Ricky Portera e lavora come cantante per il produttore Dino Melotti collaborando nelle produzioni di Marco Masini e di altri.
L'esperienza artistica maturata dal 1991 con il percussionista e compositore Andrea Centazzo la introduce alla musica contemporanea colta, alla musica minimale e alla new-age. È la voce solista della colonna sonora composta da Centazzo per il film Obiettivo indiscreto di Marco Mazzucco con Luca Barbareschi e partecipa come soprano al lavoro sinfonico A Bosnian Requiem e alla Cripta Sommersa presentato nel 1995 al Festival dei Due Mondi di Spoleto.
Nello stesso anno fonda il gruppo italo-danese tutto al femminile Jazzønde, con Cristina Mazza, Cinzia Gizzi, Helle Marstrand e Benita Hastrup e con il quale svolge una tournée italiana con l'appoggio del governo danese. Ha collaborato anche con Giuseppe Casarini (autore di Quarantaquattro gatti, brano vincitore dello Zecchino d'Oro 1968).
Si esibisce con la OFP Jazz Orchestra di Bologna diretta da George Russell e ancora a Trento con l'Orchestra del Conservatorio diretta da Henry Threadgill, ospite Enrico Rava. Con la saxofonista jazz Cristina Mazza inizia una collaborazione affrontando un repertorio che si ispira al free jazz e alle composizioni di Ornette Coleman a cui seguirà la pubblicazione dell'album Lanxsatura e la partecipazione a vari festival tra cui Jazzitalia al Teatro Romano di Verona nel 1995.
Nel 1996 collabora dal vivo con il trombettista Paolo Fresu al progetto Iberica, su commissione del comune di Nonantola, che presentato a Cassero Jazz, verrà successivamente pubblicato come album con il titolo "Radici iberiche" e "Musica vagabonda".
Nella musica di tradizione orale ha lavorato nel biennio 1996-97 con I Viulàn partecipando a Folkfest (gruppo di supporto ai Jethro Tull), I Suoni delle Dolomiti e al Festival di Edimburgo in Scozia.
Dal 1996 al 1998 lavora in duo con l'arpista Cristina Blarzino proponendo un recital di arie celtiche scozzesi in lingua gaelica. Ancora nella musica celtica ha cantato con il gruppo Benbecula Celtic Connections.
Dal 1990 scopre la passione per la musica gospel e fonda, con un nutrito gruppo di allievi, il Laboratorio Corale Afro-Americano che si evolve fino a diventare nel 1999 gli “Upper and Higher” che accompagnano i Nomadi nei lavori discografici e nei concerti dal vivo dal 1999 al 2003. Nello stesso anno Lorena collabora con IK Multimedia alle registrazioni per i campionamenti delle voci di soprano del Banco Suoni Virtuale SAMPLETANK2.
Dal 2003 al 2006 è la vocalist della cantante italiana Rita Pavone nello spettacolo di addio alle scene La mia favola infinita. Nel 2004 pubblica il suo terzo lavoro da solista dal titolo Guccini in Jazz con cui riceve ottime recensioni dalla critica del settore: su Musica Jazz di dicembre Gianmario Maletto scrive "Una vocalità  tecnicamente fine e l'accompagnamento swingante marcano una netta distanza dai modi espressivi del  popolare cantautore, che tuttavia è stato il primo a dichiararsi sorpreso e contento del risultato", Jazz Hot (Fr). Nel 2005 partecipa con Cristina Mazza alla IIIa edizione del Festival Woma Jazz a Modena mentre nel 2009 è invitata alla V edizione a Salsomaggiore Terme con Cinzia Gizzi e Silvia Bolognesi. Ancora nel 2010 con la Associazione Woma Jazz viene invitata ad esibirsi in Lussemburgo al Festival di Poesia “Les Printemps des Poétes”con Cristina Mazza e Claudia Natili, dedicato alla poesia di genere femminile “Couleur Femme”. Dal 2007 entra a far parte del gruppo vocale The Gospel Spirits di Ivano Borgazzi e tiene concerti in Italia. Collabora con il pianista e compositore romano Federico Laterza al Cd “Canto de Perdas” uscito per Raitrade nel 2009. Nel 2013 esce il CD "A Vision" che contiene 5 composizioni originali della cantante, realizzato negli Usa con Michael Rosen, Mitchel Forman, Edwin Livingston e Ralph Humphrey, pubblicato dall'etichetta discografica Videoradio.

## Discografia

### Album in studio
- 2013: "A Vision" Lorena Fontana VIDEORADIO VR CD d 000837
- 2004: "Guccini in Jazz" Lorena Fontana MUSIC CENTER BA 051 CD
- 2000: "The way love is" Lorena Fontana - Panastudio Productions CDJ 10 74-2
- 1998: "Radici Iberiche & Musica Vagabonda" Lorena Fontana - Panastudio CDJ1018-2
- 1994: "Lanxsatura" Lorena Fontana e Cristina Mazza - Map/Nuova Fonit Cetra

### Collaborazioni
- 2015 “100% FRANK” tributo a Frank Sinatra sulla rivista MUSICA JAZZ Dicembre MJCD 1301
- 2009 “Canto de Perdas” Worldream – RAITRADE
- 2003: "Nomadi 40" Nomadi - CGD Eastwest - include il brano L'Angelo caduto
- 2002: "Amore che Prendi, Amore che Dai" Nomadi - CGD Eastwest - include il brano L'Angelo caduto
- 2000: "Liberi di Volare" Nomadi - CGD Eastwest
- 1999: "Sos con Rabbia e con Amore" - CGD Eastwest
- 1999: "Il gioco delle perle di vetro" Marco Lucchi - MUS 032
- 1998: "Miniatures" M. Sebastiani - Splasc(h) Records CDH 665.2
- 1998: "Radure 1998 Mito" M. Lucchi/L.C. Vaccina - Musicando 027
- 1994: "A Bosnian Requiem" Andrea Centazzo - Warner Bros.
- 1992: "Living Pictures" Andrea Centazzo - Index CDAC0080
- 1991: "Eranos" Der Bach - NIM 70112
- 1990: "New Age from Italy" Der Bach - Carisch/Index
- 1988: "L'Anello di Re Salomone" - Teorema Ed. Mus. Bologna - musicassetta
- 1987: "The Guildhall Jazz Band and Kenny Wheeler" - Wave Records - London - musicassetta